# سیارک ۸۴۷۷
سیارک ۸۴۷۷ (به انگلیسی: 8477 Andrejkiselev، نامگذاری:1986RF7) هشت هزار و چهارصد و هفتاد و هفتمین سیارک کشف شده‌است که در ۶ سپتامبر ۱۹۸۶ کشف شد.
قدر مطلق سیارک برابر ۱۷.۰ است.